# パールライス宮城
株式会社パールライス宮城（パールライスみやぎ）は、宮城県黒川郡大和町にある米穀卸販売業を主体とする企業。

## 特色
- 宮城県産米[1]の全農玉[2]の主力精米工場であると同時に、県内最大の米卸業者、東北地方最大級の米卸業者でもある。
- 過去に東京都内に直営店舗を2店舗展開していた（みやぎ米ふるさと館日本橋店・神田店）。
- 楽天Koboスタジアム宮城およびユアテックスタジアム、宮城スタジアムにおいて、試合開催時に臨時店舗を開設している。
- 2009年3月より仙台市宮城野区扇町において炊飯事業を展開している。2014年12月に同区日の出町の新工場へ移転。
- 2015年より楽天市場に出店、その他頒布会等の通販事業を展開している。

## 沿革
- 1995年7月17日 - 宮城県経済農業協同組合連合会（現：全国農業協同組合連合会宮城県本部）の食糧販売部門と精米会社の宮城くみあい精米株式会社が合併し、「株式会社パールライス宮城」設立。
- 2004年12月16日 - ISO9001認証を取得。
- 2006年 - 本社を宮城県仙台市青葉区上杉から現在地へ移転。同時に精米工場も現在地へ移転統合。
- 2011年3月11日に発生した東日本大震災および4月7日に発生した大規模余震により、本社兼精米工場が壊滅的な被害を受けたが、同年6月には精米機能が復旧している。

## 外観
本社兼精米工場が東北自動車道大和インターチェンジのすぐ西側に立地しており、また2009年現在周辺に高層建築物が存在しないため（本社は2階建て・実質4階建て）、比較的目立つ建物である。